# 경신학교
경신학교(儆新學校)는 근대적인 중등교육기관으로, 고종 23년(1886) 미국 북장로회파(北長老會波)의 초대 선교사인 호러스 그랜트 언더우드 목사가 선교 및 청년교육을 위해 정동(貞洞)에다 숙식(宿食)을 같이하는 고아원의 성격을 띤 학교를 세웠다. 교명을 '언더우드 학당(學堂)' '구세학교(救世學校)'라고 하다가, 1902년 선교사 게일(J. S. Gale)이 연지동으로 교사(校舍)를 옮긴 후 '예수교 중학교'라 했으며, 1905년에 '경신학교'로 부르게 되었다.
경신학교의 설립 및 교육목적은 자기 동족들에게 진리를 가르쳐 줄 전도사와 교사를 양성하는 것이었다. 그 후 1915년 4월 미국 개신교인 북장로교.·남북감리교·캐나다 장로교 선교부 연합위원회의 공동관리로 서울 종로 중앙기독교 청년회관(YMCA)을 빌려 '연합대학'의 설립인가를 받았다. 인가를 받기까지는 '경신학교 대학부'라 하였는데, 이것이 곧 연희전문학교 및 연세대학교의 전신(前身)이다.
1906년 졸업생 1명이 나왔고, 1910년에는 교장에 언더우드, 부교장에 밀의두(密議斗), 교감에 김규식, 학감에 서병호(徐丙浩：초대 유아세례자), 교사는 외국 유학자를 채용하여 모범적 학교로 이름이 높았다.

## 같이 보기
- 경신고등학교 (서울)
- 연희전문학교